# Capsella draboides
Capsella draboides là một loài thực vật có hoa trong họ Cải. Loài này được Korsh. mô tả khoa học đầu tiên năm 1903.